# Spoorlijn Chars - Magny-en-Vexin
De Spoorlijn Chars - Magny-en-Vexin was een Franse spoorlijn van Chars naar Magny-en-Vexin. De lijn was 12,1 km lang en heeft als lijnnummer 347 000.

## Geschiedenis
De lijn werd geopend door François-Hubert Débrousse op 13 december 1871, nadat de aanleg enige vertraging had opgelopen door de Frans-Duitse Oorlog. In 1900 werd de lijn overgenomen door de Compagnie des chemins de fer de l'Ouest. Op 1 juli 1950 werd het personenvervoer opgeheven. Goederenvervoer tot Magny-en-Vexin bleef tot 1987, tot Bouconvillers vond dit plaats tot 1992. Daarna is de lijn opgebroken.

## Aansluitingen
In de volgende plaats was er een aansluiting op de volgende spoorlijnen:
Chars
RFN 330 000, spoorlijn Saint-Denis en Dieppe
RFN 348 000, spoorlijn tussen Chars en Marines
Magny-en-Vexin
lijn tussen Saint-Germain en Magny-en-Vexin

## Galerij

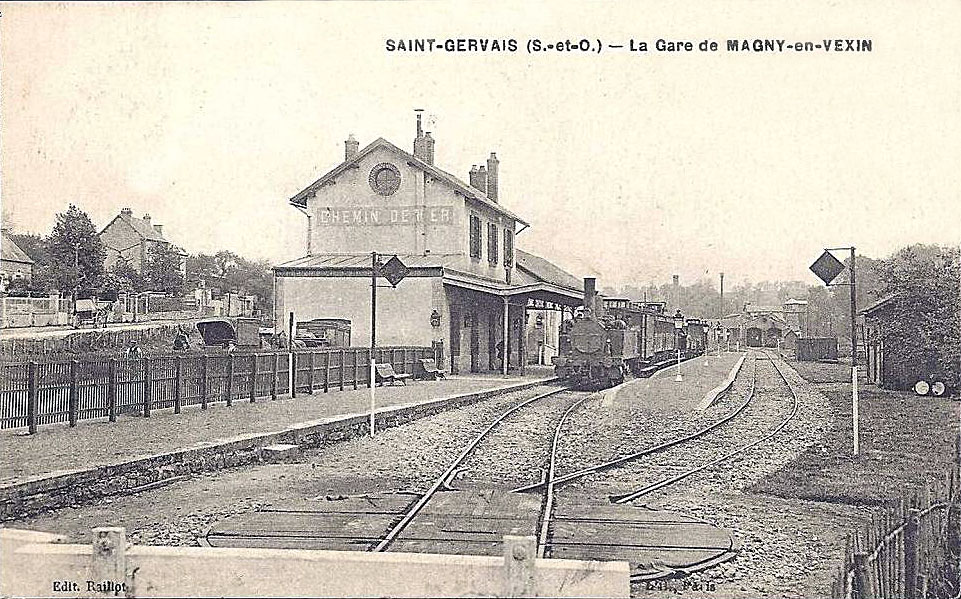
Station Magny-en-Vexin rond 1900